# دينو وليامز
دينو وليامز (بالإنجليزية: Dino Williams)‏ هو لاعب كرة قدم جامايكي ، مواليد 31 مارس 1990 م ، يلعب بمركز الهجوم ، ومثل منتخب جامايكا لكرة القدم في بطولة كوبا أمريكا 2015 التي أقيمت في تشيلي .

## روابط خارجية
- دينو وليامز على موقع قاعدة بيانات كرة القدم.إي يو (الإنجليزية)
- دينو وليامز على موقع ناشيونال فوتبول تيمز (الإنجليزية)
- دينو وليامز على موقع Soccerway.com (الإنجليزية)
- دينو وليامز على موقع كووورة
- دينو وليامز على موقع AS.com (الإسبانية)